# American Band
American Band è l'undicesimo album in studio del gruppo musicale statunitense Drive-By Truckers, pubblicato nel 2016.

## Tracce
1. Ramon Casiano – 3:58 (Mike Cooley)
2. Darkened Flags at the Cusp of Dawn – 2:42 (Patterson Hood)
3. Surrender Under Protest – 3:51 (Cooley)
4. Guns of Umpqua – 3:51 (Hood)
5. Filthy and Fried – 3:38 (Cooley)
6. Sun Don't Shine – 3:25 (Hood)
7. Kinky Hypocrite – 3:14 (Cooley)
8. Ever South – 5:45 (Hood)
9. What It Means – 6:25 (Hood)
10. Once They Banned Imagine – 4:12 (Cooley)
11. Baggage – 5:46 (Hood)

## Formazione
- Patterson Hood – voce, chitarra, mandolonccello
- Mike Cooley – voce, chitarra
- Brad Morgan – batteria, percussioni
- Matt Patton – basso, cori (tracce 3, 6)
- Jay Gonzalez – Hammond B-3, chitarra, cori (2-4, 6, 8, 11), piano, Wurlitzer, celesta (4), synth (8)